# Axel Johannessen
Axel Theodor Johannessen, född 29 maj 1849 i Kristiania, död där 2 mars 1926, var en norsk pediatriker och professor i barnsjukdomar vid Det Kongelige Frederiks Universitet. Han var en av Norges första barnläkare och etablerade pediatriken som universitetsämne.
Johannessen blev docent i barnsjukdomar vid Det Kongelige Frederiks Universitet 1891 och tjänstgjorde från 1893 som överläkare vid Rikshospitalets nyligen inrättade barnavdelning. Han blev tillförordnad professor i barnsjukdomar 1895 och professor 1912.
Johannessen blev ledamot av Videnskabsselskabet i Kristiania 1886 och var från 1908 till 1924 dess generalsekreterare. Han var även ledamot av ett flertal utländska medicinska sällskap. År 1907 utnämndes han till riddare av första klass av Sankt Olavs orden.